# Aliabad-e Alanczag
Aliabad-e Alanczag (perski: علي ابادالنچگ) – wieś w Iranie, w ostanie Chorasan-e Rezawi. W 2006 roku liczyła 68 mieszkańców w 17 rodzinach.